# 米卻肯行動
米卻肯行動是開始於2006年12月11日，由联墨西哥聯邦警察和墨西哥軍隊打擊販毒的聯合行動。

## 背景
追隨前任總統福克斯的計劃，時任墨西哥总统的费利佩·卡尔德龙下令調動4000名部队到他的家鄉米卻肯州，在那裏与毒品有关的犯罪已經造成了500人死亡。部隊被派往毒販控制的地區，在高速公路和二級公路上建立了控制點。 